# Namatherium
Namatherium ist eine Gattung aus der heute ausgestorbenen Gruppe der wenig erforschten Embrithopoda, die in die nähere Verwandtschaft der Rüsseltiere und Seekühe gehört und deren bekanntestes Mitglied das riesige Arsinoitherium darstellt. Überliefert ist die Gattung gegenwärtig über zwei Schädelfunde aus dem Sperrgebiet von Namibia. Diese datieren in das Mittlere Eozän und ist etwa 48 bis 41 Millionen Jahre alt, womit Namatherium zu den ältesten Vertretern der Embrithopoda auf dem afrikanischen Kontinent gehört. Es war etwas kleiner als Arsinoitherium und wird teilweise als dessen bisher nächster bekannter Verwandter angesehen. Aufgrund einiger auffälliger anatomischer Abweichungen dürfte Namatherium aber nicht der direkte Vorläufer von Arsinoitherium gewesen sein. Die Gattung wurde im Jahr 2008 wissenschaftlich eingeführt. Es ist eine Art bekannt.

## Merkmale
Namatherium ist bisher anhand von zwei partiellen und teils stark zerdrückten Schädeln überliefert. Dem umfassenderen der beiden Stücke fehlt die vordere Schnauzenpartie, links weist er die vollständige Molarenreihe auf, rechts kommen zusätzlich zu diesen noch die hintersten beiden Prämolaren hinzu. Auffälligstes Kennzeichen waren die extrem weit auskragenden Jochbögen, die bis zu 36 cm weit auseinanderstanden. Dies übertrifft die Durchschnittsmaße von Arsinoitherium, dessen Jochbögen eher grazil wirkten. Im Vergleich dazu betrug der Abstand des linken und rechten hinteren Mahlzahns bei Namatherium 14,4 cm, bei Arsinoitherium dagegen war der Schädel hier nur wenig schmaler als die größte Breite am Jochbogen. Auch befand sich der vordere Bogenansatz bei Namatherium deutlich weiter vorn am Schädel, nahe dem letzten Prämolaren. Die Nasenhöhle war relativ geräumig und wurde durch einen knöchernen Kamm in zwei Teile separiert. Die aufsteigenden äußeren Wände der Nasenhöhle zeichneten sich oben durch kleine aufragende Rippen ab, vergleichbar zu Arsinoitherium, bei dem an dieser Stelle die prinzipiell hohlen Hörner ansetzten. Bei Namatherium sind die Hörner allerdings nicht überliefert, dürften aber eventuell aufgrund der Struktur ebenfalls ausgebildet gewesen sein. Ebenso ist der vordere Teil des Nasenbeins nicht erhalten. Der vordere Rand der Orbita lag oberhalb des ersten Molaren und damit weiter vorne als bei Arsinoitherium, bei dem das Augenfenster oberhalb des letzten Backenzahns positioniert war. Das Gleiche gilt für das Foramen infraorbitale, das sich oberhalb des vierten Prämolaren befand. Weiterhin besaß die Glenoidgrube bei Namatherium eine eher gewölbte und ovale Gestalt, bei Arsinoitherium war sie dagegen bananenförmig und leicht eingedellt. Zudem lag sie im Vergleich zur Kauebene der Oberkieferzähne bei ersterem deutlich niedriger am Schädel als bei letzterem.
Das Gebiss ist nur in seiner hinteren Bezahnung überliefert. Die Molaren zeichneten sich wie bei Arsinoitherium durch zwei quergestellte Leisten mit einer tiefen Einkerbung dazwischen aus und waren dadurch typisch bilophodont. Die Breite der vorderen Leiste im Vergleich zur hinteren nahm vom ersten hin zum dritten Molar zu. Im Gegensatz zu Arsinoitherium waren die Backenzähne von Namatherium nicht ganz so hochkronig (hypsodont), typischerweise ragte die Zahnkrone an der äußeren Seite der Molaren höher als an der inneren. Ein prominentes Cingulum, ein Zahnschmelzwulst an der Kronenbasis, formte an der vorn gelegenen zungenseitigen Zahnecke eine kleine, scharfe Rippe. Der jeweils dritte Molar lag etwas nach innen verschoben zur übrigen Längsachse der Zahnreihe, ein Merkmal, dass auch bei Arsinoitherium auftritt, aber bei den früheren Vertretern der Embrithopoda fehlt. Die Prämolaren verfügten im Gegensatz zu den Molaren nur über eine Leiste, waren also monolophodont, was ein auffallender Unterschied zu Arsinoitherium ist. Die Größe der Zähne nahm von vorn nach hinten zu. Der dritte Prämolar erreichte eine Länge von 1,7 cm bei einer maximalen Breite von 2,4 cm. Der hinterste Molar maß in der Länge und in der Breite je 4,1 cm. Die Länge der gesamten vorhandenen Zahnreihe (dritter Prämolar bis dritter Molar) betrug 14,2 cm, die der Molarenreihe 10,6 cm, bei Arsinoitherium lagen die entsprechenden Werte bei 21,5 und 15,5 cm.

## Fossilfundstelle
Die bisher einzigen Fundstücke von Namatherium kamen in Black Crow im nördlichen Sperrgebiet von Namibia zu Tage. Black Crow ist eine kleine Depression von nur wenigen hundert Metern Durchmesser, die in den proterozoischen Untergrund der Gariep-Formation eingetieft ist. Sie befindet sich etwa 9 km nordöstlich der Geisterstadt Bogenfels und 15 km westlich der Klinghardtberge. Die hier aufgeschlossenen Black Crow Karbonate umfassen eine 3 bis 6 m mächtige Schicht aus Kalksteinen, die reich an Dolomiten sind und die fundführenden Schichten darstellen. Sie lagern auf einem ähnlich mächtigen, plattenartigen Kalkstein, der durch Chalcedon charakterisiert wird und nur wenige Fossilien enthält. Beide Schichtgruppen gehören der Ystervark-Karbonantit-Formation an, die relativ weit im Sperrgebiet verbreitet ist. Im Hangenden dieser Formation in Black Crow befinden sich zwei Konglomeratfolgen, die einerseits das Blaubok-Konglomerat, andererseits das Gembokstal-Konglomerat umfassen. Letzteres enthält zahlreiche Phonolithe, die vom östlich gelegenen und vulkanisch geprägten Klinghardtmassiv stammen. Radiometrische Datierungen dieser Phonolithe ergaben einen Ablagerungszeitraum von vor 45 bis 40, möglicherweise bis vor 37 Millionen Jahren, was etwa dem ausgehenden Mittleren bis Beginn des Oberen Eozäns entspricht. Die Entstehung der Ystervark-Karbonantit-Formation wird dadurch in den Verlauf des Mittleren Eozäns (Lutetium) vor etwa 48 bis 45 Millionen Jahren gestellt. Oberflächlich sind die Kalksteine von Black Crow stark silizifiziert. Da dieses Phänomen weit im Sperrgebiet verbreitet ist, aber nur bestimmte Gesteinseinheiten betrifft, geht man von einem einmaligen Prozess in der Region aus, der höchstwahrscheinlich im ausgehenden Mitteleozän (Bartonium) erfolgte. Großräumig werden die silizifizierten Gesteine des Sperrgebiets von marinen Ablagerungen überdeckt, die entstanden, als die heutige Namib im Übergang zum Oligozän dem Einfluss des Meeres ausgesetzt war.
Black Crow ist bereits seit Mitte der 1920er Jahre dokumentiert worden, die paläontologische Bedeutung der Kalkablagerungen wurde aber erst im Jahr 2008 während einer Expedition erkannt. Diese bezog auch einige weitere, ähnlich aufgebaute Kalkablagerungen in näherer und weiterer Umgebung (Silica North, Silica South und Steffenkop) ein, von denen aber Black Crow bei weitem die fossilreichste ist. Die Fundregion des Sperrgebiets gehört zu den wenigen subäquatorialen Landschaften Afrikas, in denen Fossillagerstätten aus dem Paläogen überliefert sind. Der Fossilgehalt ist umfassend und setzt sich neben vereinzelten Resten von Reptilien, wahrscheinlich aus der Gruppe der Doppelschleichen, hauptsächlich aus Säugetieren zusammen. Neben Namatherium konnten unter anderem Namahyrax, ein früher Vertreter der Schliefer, Namalestes, ein fleisch- oder insektenfresserisches Tier aus der heute erloschenen Gruppe der Cimolesta, Notnamaia aus der Gruppe der Affen und verschiedene kleinere Säugetiere wie Rüsselspringer, Igelverwandte oder Nagetiere beschrieben werden. Die Fauna zeigt Assoziationen zu etwa gleichalten Funden aus dem nördlichen Teil von Afrika. Sie indiziert zudem durch mehrere fruchtfressende Formen wie Namahyrax oder Notnamaia beziehungsweise das Nagetier Glibia das Vorherrschen von feuchtem, tropisch-warmen Klima während der Zeit. Auch zeigen die Rüsselspringer, die in Black Crow aus Formen mit deutlich niedrigen Zahnkronen bestehen, dass die Region der damaligen Namib noch nicht unter trockenem Klimaeinfluss stand. Dieser setzte sich erst allmählich im nachfolgenden Oberen Eozän und sehr stark im beginnenden Miozän durch.

## Paläobiologie
Anhand einzelner Schädelknochen und vor allem der Zahngrößen wird für Namatherium ein Körpergewicht von rnd 300 bis 450 kg veranschlagt, wobei 350 kg als plausibelster Näherungswert anzusehen ist. Möglicherweise war die Gattung wie ihr großer Verwandter Arsinoitherium ein Bewohner feuchter Sumpflandschaften. Die knöchernen Hörner der Embrithopoda, die bisher vollständig nur bei Arsinoitherium belegt sind, für Namatherium aufgrund der Nasenstruktur aber angenommen werden können, waren innen hohl und hatten sich vollständig aus dem Nasenbein gebildet. Da sie dadurch eine sehr dünnwandige Struktur bildeten, kamen sie wohl eher nicht beim intraspezifischen Wettstreit zum Einsatz. Möglicherweise fungierten sie als visuelles Signal oder dienten als Resonanzorgan bei Lautäußerungen. Letzteres würde bedeuten, dass akustische Signale zusätzlich eine gewisse Rolle im Verhaltensrepertoire von Namatherium spielten. Diesbezüglich weist die Hörschnecke etwa 1,7 Windungen (620°) auf, was etwas weniger ist als bei Arsinoitherium. Zudem zeigt sich an der  Basis der Hörschnecke die Lamina spiralis secondaria als deutlich reduziert. Dies stimmt wiederum mit Arsinoitherium überein, wodurch Namatherium vermutlich ähnlich wie sein Verwandter und vergleichbar zu den heutigen Elefanten Töne im niedrigen Frequenzbereich wahrzunehmen vermochte.

## Systematik
Namatherium ist eine Gattung aus der ausgestorbenen Gruppe der Embrithopoda. Diese Gruppe bewohnte im Eozän und im Oligozän weite Teile des heutigen Afrikas und des westlichen Eurasiens, war aber weder besonders vielfältig noch sehr zahlreich. Es handelt sich um relativ groß gewachsene Tiere, deren bedeutendster und bekanntester Vertreter das riesige Arsinoitherium darstellt, das zu seiner Zeit neben einigen Angehörigen der Rüsseltiere zu den größten landlebenden Säugetieren zählte. Die Embrithopoda werden häufig in eine Nahverwandtschaft mit den Rüsseltieren und den Seekühen gestellt, wofür etwa der nach hinten verlängerte Mittelkieferknochen spricht, der so in Kontakt mit dem Stirnbein steht. Aufgrund dessen bilden die Embrithopoda einen Teil der Gruppe der Tethytheria, die wiederum zusammen mit den Schliefern die Paenungulata formen. Letztere stellen einen Teil der Überordnung der Afrotheria, eine der vier Hauptlinien innerhalb der Höheren Säugetiere.
Innerhalb der Embrithopoda werden neben Namatherium sechs weitere Gattungen unterschieden, die sich auf insgesamt drei Familien verteilen.  Diese umfassen die Stylolophidae, die Palaeoamasidae und die Arsinoitheriidae. Erstere beiden können als stammesgeschichtlich eher urtümliche Stränge der Gruppe angesehen werden, von denen die Stylolophidae aus dem nördlichen Afrika, die Palaeoamasidae jedoch bisher nur aus dem eurasischen Teil der Verbreitung überliefert und zumeist nur über Gebissreste bekannt sind. Die Zahnstruktur allgemein und die höheren Zahnkronen von Namatherium zeigen nur wenige Übereinstimmungen mit diesen basalen Linien. Vielmehr lassen sich über die Gestaltung des Gaumens oder des Nasenbeins Beziehungen zu den Arsinoitheriidae erkennen, die bisher nur aus Afrika und der damals mit dem Kontinent verbundenen Arabischen Halbinsel belegt sind. Allerdings zeigt Namatherium beispielsweise mit den monolophodonten Prämolaren bedeutende Unterschiede zu Arsinoitherium, dessen vordere Backenzähne wie die hinteren bilophodont erscheinen. Auch sind die Zähne bei Namatherium allgemein nicht so hochkronig wie bei Arsinoitherium. Demnach sollte Namatherium aus stammesgeschichtlicher Sicht die etwas urtümlichere Form repräsentieren, wofür auch die Datierung in das Mittlere Eozän spricht. Weitere Unterschiede im Zahnbau finden sich etwa in der Struktur der Leisten und deren Bedeckung durch Zahnschmelz. Bemerkenswert ist auch die abweichende Gestaltung des Schädels mit den weit auskragenden Jochbögen bei Namatherium im Vergleich zu den deutlich enger anliegenden bei Arsinoitherium. Des Weiteren lässt die unterschiedlich gestaltete Glenoidgrube bei beiden Gattungen auf eine abweichende Unterkiefer-Schädel-Gelenkung und daher differierende Kaumechanik in beiden Gattungen schließen. Es ist daher wahrscheinlich, dass Namatherium nicht den direkten phylogenetischen Vorfahren von Arsinoitherium darstellt. Eine Untersuchung zur Stammesgeschichte aus dem Jahr 2016, die auf zahnmorphologischen Merkmalen beruht, sieht Namatherium außerhalb der Arsinoitheriidae und gruppiert die Gattung als Schwestertaxon zu den übrigen, damals bekannten Vertretern der Embrithopoda. Weitere phylogenetische Analysen, veröffentlicht in den nachfolgenden Jahren, teilen diese Meinung nicht und platzieren Namatherium wiederum in die Nähe von Arsinoitherium. Begründet wird dies mit den Hinweisen auf eine Ausbildung knöcherner Hörner, dem generellen lophodonten Zahnaufbau und der Struktur des Mittelohrs, vor allem dem Bau der Bogengänge und der Hörschnecke, die Ähnlichkeiten zu denen von Arsinoitherium zeigen.
Die wissenschaftliche Erstbeschreibung von Namatherium erfolgte im Jahr 2008 durch Martin Pickford und Forscherkollegen. Der Holotyp (Exemplarnummer BC 13’08) umfasst den bisher einzigen bekannten Schädelfund aus der Fundstelle Black Crow im Sperrgebiet von Namibia. Der Gattungsname besteht aus dem Wort Nama, was in der lokalen Sprache die Fundregion beschreibt und mit „Wüste“ oder „Einöde“ übersetzt werden kann, und der griechischen Bezeichnung θηρίον (thēríon) für „Tier“. Einzige bekannte Art ist Namatherium blackcrowense. Das Artepitheton verweist auf die Fundstelle Black Crow, die wiederum eine Referenz auf die Kapkrähe (Corvus capensis) darstellt.